# Flandreau (Dél-Dakota)
Flandreau település az Amerikai Egyesült Államok Dél-Dakota államában, Moody megyében, melynek megyeszékhelye is. Lakosainak száma 2372 fő (2020. április 1.).

## Népesség
A település népességének változása:

| 2010 | 2 341 |
| 2020 | 2 372 |